# Agulhas de Cleópatra

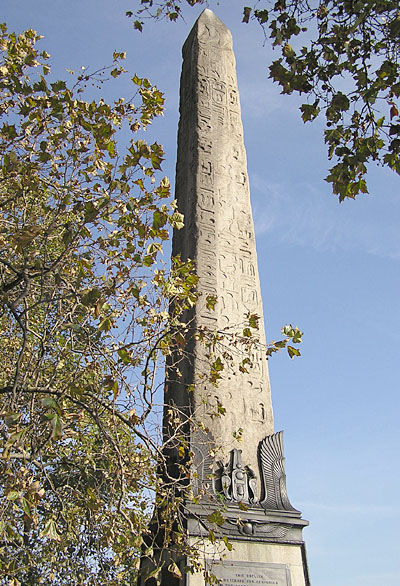
Agulha de Cleópatra de Londres.

As Agulhas de Cleópatra (Cleopatra's Needle) são o nome anglo-saxão dado a um par de obeliscos, cuja construção foi ordenada pelo faraó Tutemés III no século XV a.C.. Inicialmente foram erguidas na antiga cidade de Iunu, a "Heliópolis" do Egito. Posteriormente foram transladadas a Alexandria, por desejo do romano César Augusto. No século XIX foram levadas a Londres e Nova Iorque, respectivamente.
A palavra "obelisco" provem do termo grego obeliskos, diminutivo de obelos, que significa "agulha". Mas, apesar de seu nome, as Agulhas não tem relação com a rainha Cleópatra. 
As vezes também é denominada, por erro, como Cleopatra's Needle o obelisco erguido na Praça da Concórdia, em Paris, esculpido nos tempos do faraó Ramessés II e presenteado à França por Maomé Ali en 1826. No entanto, este obelisco nunca esteve em Alexandria junto aos anteriores, e seu par se encontra no templo de Luxor.

## História

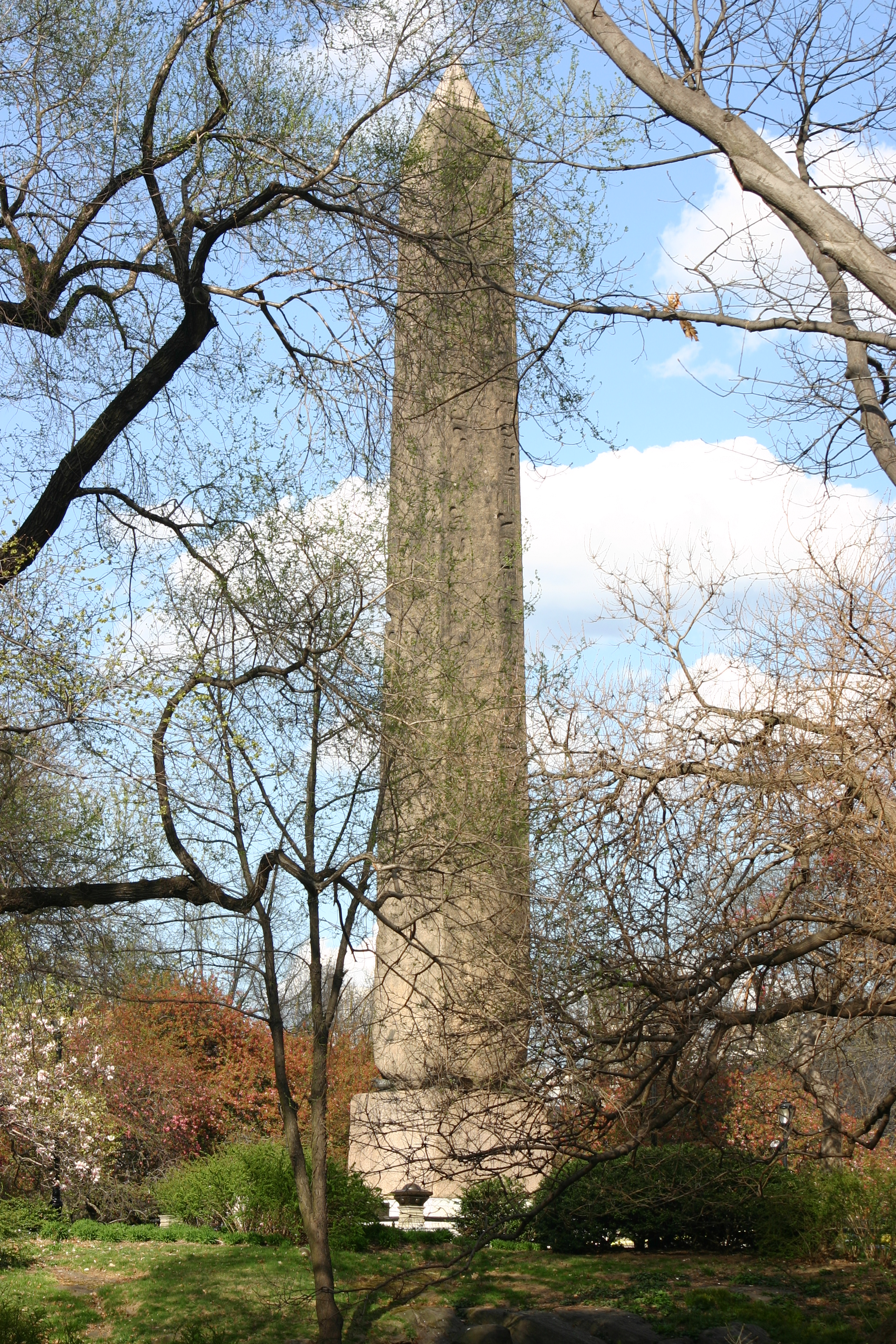
A Agulha de Cleópatra do Parque Central, Nova Iorque

Os obeliscos foram esculpidos em granito vermelho, medindo cerca de 21 metros de altura, e pesando aproximadamente 180 toneladas. Neles estão gravados hieróglifos egípcios. Foram erguidos originalmente na cidade de Heliópolis por volta de 1 450 a.C.
O granito era proveniente de Assuão, próximo da primeira catarata do  Nilo. A gravação das inscrições foi ordenada duzentos anos depois por Ramessés II, para comemorar suas vitórias militares. Quando foram transportados para Alexandria no ano 12, se instalaram no Cesário (um templo construído por Cleópatra), mas foram derrubados posteriormente. Graças a terem caídos enterrados, a maior parte dos hieróglifos conservaram-se a salvo da ação do tempo.

### Obelisco de Londres
A agulha de Londres está localizada em Westminster. Foi um presente dado ao Reino Unido por Mehemet Ali, em comemorações às vitórias de Lord Nelson na batalha do Nilo e de sir Ralph John Abercromby na batalha de Alexandria em 1801. Apesar do governo britânico agradecer o gesto, não aceitou financiar do transporte até Londres, o que fez com que o obelisco permanecesse em Alexandria até 1877, quando sir Erasmus Wilson, patrocinou sua ida a capital inglesa. Foi erguida no Victoria Embankment (Londres), às margens do rio Tâmisa

### Obelisco de Nova Iorque
A Agulha de Nova Iorque está localizada no Central Park. Após a abertura do canal de Suez, em 1869, Ismail Paxá ofereceu um dos obeliscos aos Estados Unidos com a esperança de fomentar as relações comerciais, formalizando o feito seu filho e sucessor Teufique Paxá, em 1879. William Henry Vanderbilt financiou o transporte, e o obelisco acabou instalado no parque em 1881.

## Construção dos obeliscos egípcios
Os obeliscos foram extraídos das pedreiras abrindo sulcos no perímetro. Antes de talhar os hieróglifos, se polia a superfície com pó de esmeril. Para comprovar a qualidade do polimento, se pressionava a pedra contra uma superfície plana, coberta de ocre vermelho, que marcava as zonas salientes; estas eram polidas e então voltava-se a testar a superfície. As inscrições eram talhadas com esmeril, talvez com a ajuda de ferramentas de cobre para aplicar o abrasivo. O cobre era o metal mais utilizado pelos egípcios até o Império Novo, que por si só não era bastante duro como para talhar as pedras mais duras, como o granito.

## Galeria

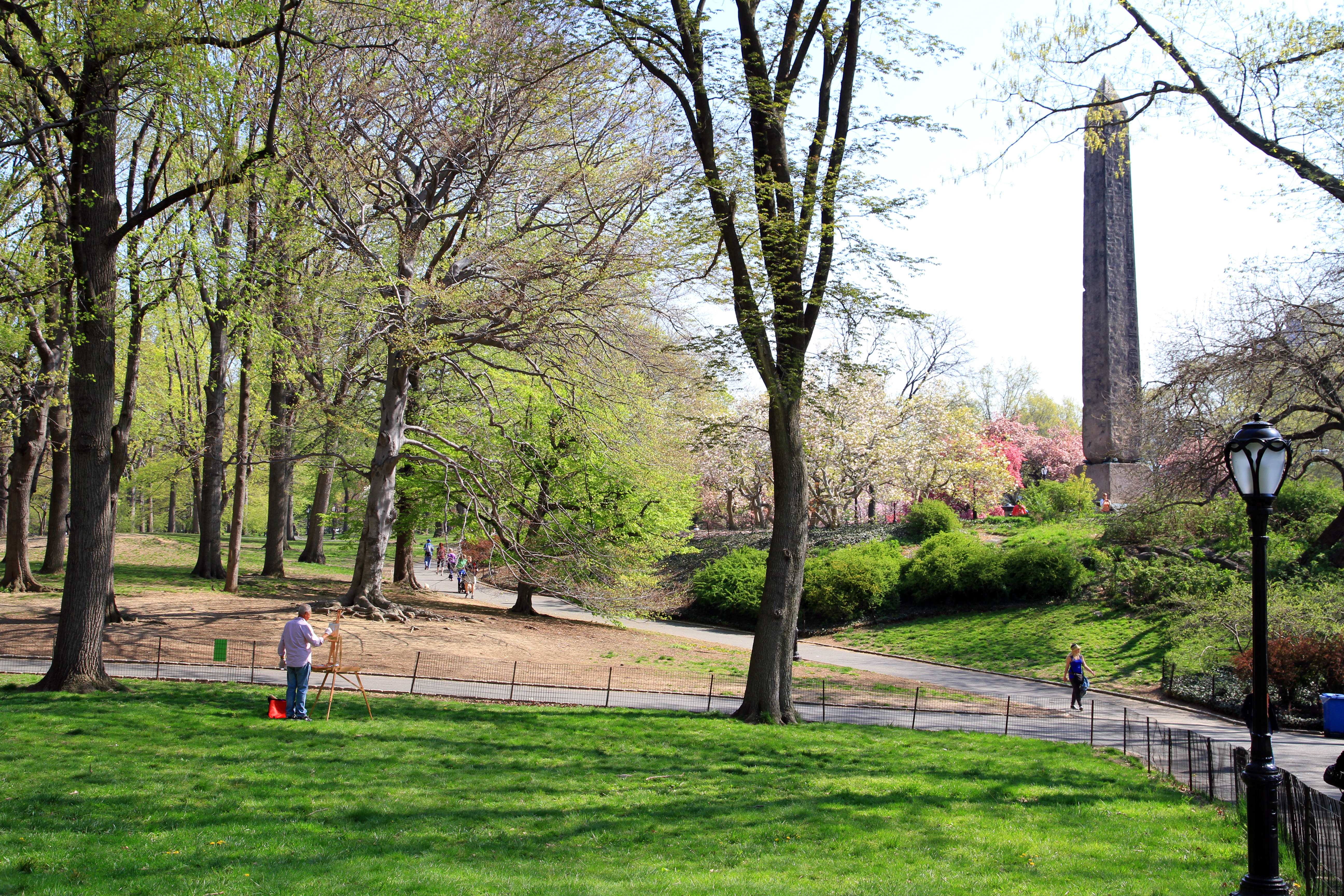
Agulha de Cleópatra do Central Park (Nova Iorque)
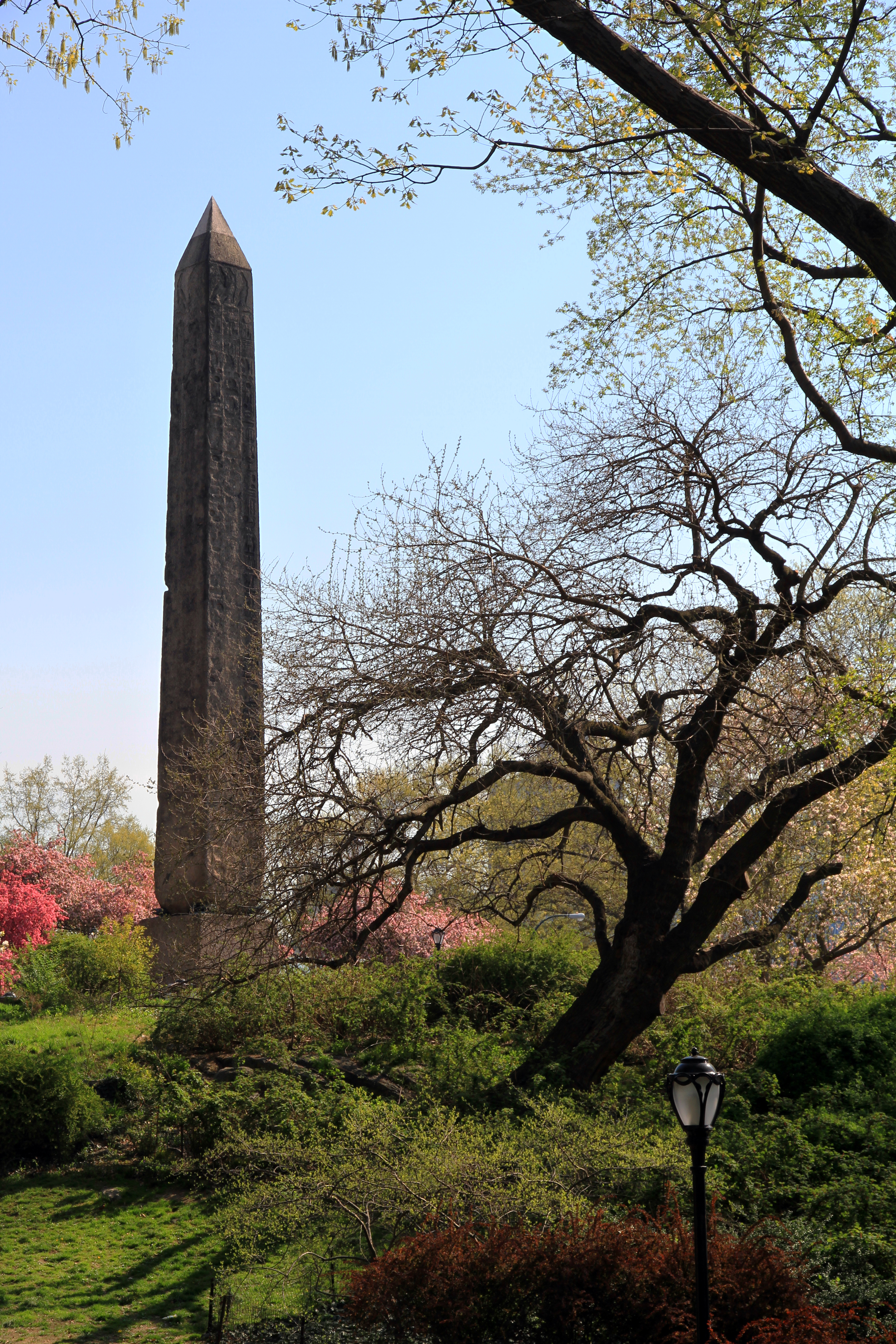
Agulha de Cleópatra do Central Park (Nova Iorque)